# Xuân Phú, Sông Cầu
Xuân Phú là một phường thuộc thị xã Sông Cầu, tỉnh Phú Yên, Việt Nam.

## Địa lý
Phường Xuân Phú nằm ở trung tâm thị xã Sông Cầu, có vị trí địa lý: 
- Phía đông giáp Vịnh Xuân Đài
- Phía tây giáp xã Xuân Lâm
- Phía nam giáp phường Xuân Thành và xã Xuân Lâm
- Phía bắc giáp phường Xuân Yên.

Phường Xuân Phú có diện tích 5,83 km², dân số năm 2023 là 9.006 người, mật độ dân số đạt 1.544 người/km².

## Hành chính
Phường Xuân Phú được chia thành 4 khu phố: Long Bình, Long Bình Đông, Long Hải Nam, Long Phước Đông.

## Lịch sử
Ngày 27 tháng 8 năm 2009, Chính phủ ban hành Nghị quyết số 42/NQ-CP về việc:
- Thành lập thành thị xã Sông Cầu thuộc tỉnh Phú Yên trên cơ sở toàn bộ huyện Sông Cầu.
- Thành lập phường Xuân Phú thuộc thị xã Sông Cầu trên cơ sở điều chỉnh 1.116,61 ha diện tích tự nhiên và 8.324 người của thị trấn Sông Cầu.